# Carupa tenuipes
Carupa tenuipes är en kräftdjursart som beskrevs av James Dwight Dana 1851. Carupa tenuipes ingår i släktet Carupa och familjen simkrabbor. Inga underarter finns listade i Catalogue of Life.